# Сигети, Миклош
Миклош Сигети (венг. Szigeti Miklós, 1901 — 1953) — венгерский шахматист, мастер.
Участник нескольких чемпионатов Венгрии (лучший результат показал в 1931 г.).
Главных успехов добился в игре по переписке. В 1938 г. стал победителем 9-го чемпионата ИШФБ. В 1939 г. в составе сборной Венгрии победил во 2-й Европейской заочной олимпиаде.

## Спортивные результаты
| Год                       | Город                                               | Соревнование                                        | + | − | =  | Результат | Место             |
| ------------------------- | --------------------------------------------------- | --------------------------------------------------- | - | - | -- | --------- | ----------------- |
| 1931                      | Будапешт                                            | Чемпионат Венгрии                                   | 6 | 6 | 2  | 7 из 14   | 8—9               |
| 1932                      | Будапешт                                            | Чемпионат Венгрии                                   |   |   |    |           | [ 2 ]             |
| 1935                      | Тататоварош                                         | Чемпионат Венгрии                                   | 1 | 5 | 11 | 6½ из 17  | 11—16             |
| 1936                      | Будапешт                                            | Чемпионат Венгрии                                   | 1 | 5 | 9  | 5½ из 15  | 15                |
| 1937                      | Будапешт                                            | Чемпионат Венгрии                                   |   |   |    |           | [ 3 ]             |
| СОРЕВНОВАНИЯ ПО ПЕРЕПИСКЕ |                                                     |                                                     |   |   |    |           |                   |
| 1936—1937                 | 8-й чемпионат ИФШБ                                  | 8-й чемпионат ИФШБ                                  |   |   |    | 9½ из 14  | 4                 |
| 1937—1938                 | 9-й чемпионат ИФШБ                                  | 9-й чемпионат ИФШБ                                  | 7 | 1 | 5  | 9½ из 13  | 1                 |
| 1937—1939                 | 2-я Европейская заочная олимпиада (сборная Венгрии) | 2-я Европейская заочная олимпиада (сборная Венгрии) |   |   |    | 3½ из 5   | Команда — чемпион |
| 1938—1939                 | 10-й чемпионат ИФШБ                                 | 10-й чемпионат ИФШБ                                 |   |   |    | 9 из 14   | 4                 |